# Laurie Blouin
Laurie Blouin (7 april 1996) is een Canadese snowboardster.

## Carrière
Bij haar wereldbekerdebuut, in februari 2012 in Stoneham, scoorde Blouin dankzij een achtste plaats direct wereldbekerpunten. In augustus 2015 stond de Canadese in Cardrona voor de eerste maal in haar carrière op het podium van een wereldbekerwedstrijd. Op de FIS wereldkampioenschappen snowboarden 2017 in de Spaanse Sierra Nevada werd ze wereldkampioene op het onderdeel slopestyle.
In 2018 pakte ze met 76.33 punten zilver op de Olympische Winterspelen in Pyeongchang

## Resultaten

### Olympische Winterspelen
| Jaar | Plaats      | Resultaten |
| ---- | ----------- | ---------- |
| 2018 | Pyeongchang | Slopestyle |

### Wereldkampioenschappen
| Jaar | Plaats        | Resultaten |
| ---- | ------------- | ---------- |
| 2017 | Sierra Nevada | Slopestyle |

### Wereldbeker
Eindklasseringen
| Seizoen   | Algm | BA  | SBS |
| --------- | ---- | --- | --- |
| 2011/2012 | 34e  | -   | 8e  |
| 2013/2014 | 89e  | -   | 48e |
| 2014/2015 | 21e  | 16e | 17e |
| 2015/2016 | 29e  | -   | 11e |
| 2016/2017 |      | 29e |     |